# Тони Лауренчић
Тони Лауренчић (Београд, 11. мај 1949) српски је позоришни, телевизијски и филмски глумац.

## Биографија
Глуму је дипломирао на Факултету драмских уметности. Члан Југословенског драмског позоришта је био од 1973. до 2012. године.
Запажене улоге је остварио у филмовима Браћа по матери, Балканска правила и Сутјеска а најпознатији је по улози Славена из филма Национална класа. Син је познатог југословенског глумца Јозе Лауренчића.

## Филмографија
| Год.     | Назив                                       | Улога                      |
| -------- | ------------------------------------------- | -------------------------- |
| 1960.-те |                                             |                            |
| 1968.    | Под стакленим звоном                        |                            |
| 1968.    | Невероватни цилиндер Њ. В. краља Кристијана |                            |
| 1969.    | Једног дана љубав                           |                            |
| 1969.    | Како је лагао њеног мужа                    |                            |
| 1970.-те |                                             |                            |
| 1970.    | Наши манири                                 |                            |
| 1970.    | Мирина ТВ ступица                           |                            |
| 1971.    | Овчар                                       | Стево                      |
| 1971.    | Наше мало мисто                             | Мирко                      |
| 1972.    | Први сплитски одред                         | Дујан Човић                |
| 1972.    | Позориште у кући                            | млекаџија                  |
| 1973.    | Сутјеска                                    | Зоран                      |
| 1973.    | Бећарски дивани                             |                            |
| 1974.    | Црна листа                                  | Пестонов син               |
| 1975.    | Павле Павловић                              | млади директор             |
| 1976.    | Лепше од снова                              |                            |
| 1977.    | Гледајући телевизију                        |                            |
| 1979.    | Јоаким                                      | хирург                     |
| 1979.    | Национална класа                            | Славољуб Душановић „Славе“ |
| 1979.    | Повратак                                    | партизан                   |
| 1980.-те |                                             |                            |
| 1980.    | Петријин венац                              | омладинац                  |
| 1981.    | Светозар Марковић (ТВ серија)               |                            |
| 1981.    | Дувански пут                                | младић                     |
| 1982.    | Венеријанска раја                           | возач формуле              |
| 1983.    | Нешто између                                | лаборант                   |
| 1984.    | Нешто између (ТВ серија)                    | лаборант                   |
| 1985.    | Црвена барака                               |                            |
| 1985.    | Јагоде у грлу                               | службеник                  |
| 1986.    | Одлазак ратника, повратак маршала           |                            |
| 1986.    | Сиви дом                                    | хирург                     |
| 1987.    |                                             | Стоматолог                 |
| 1987.    | Резервисти                                  |                            |
| 1987.    | Тесна кожа 2                                | Мирин муж                  |
| 1988.    | Браћа по матери                             |                            |
| 1988.    | Четрдесет осма — Завера и издаја            |                            |
| 1988.    | Други човек                                 |                            |
| 1989.    | Бој на Косову                               | Стефан Мусић               |
| 1990.-те |                                             |                            |
| 1990.    | Колубарска битка                            | Александар Карађорђевић    |
| 1990.    | Овде нема несретних туриста                 |                            |
| 1990.    | Иза зида                                    | хирург                     |
| 1993.    | Игра пиона (кратки филм)                    |                            |
| 1995.    | Крај династије Обреновић                    | потпуковник Рекалић        |
| 1995.    | Удри јаче манијаче                          |                            |
| 1997.    | Гардеробер                                  | Оxенбај                    |
| 1997.    | Балканска правила                           | француски војни аташе      |
| 1998.    | Кнез Михаило                                |                            |
| 2000.-те |                                             |                            |
| 2004.    | Слободан пад                                | отац                       |